# Pseudischnojoppa mbeyana
Pseudischnojoppa mbeyana là một loài tò vò trong họ Ichneumonidae.